# 十川祐樹
十川 祐樹（とがわ ゆうき、1992年1月11日 - ）は、北海道出身のフットサル選手。日本フットサルリーグ（Fリーグ）、エスポラーダ北海道所属。

## 生涯
コンサドーレ札幌のユースチームから札幌大学サッカー部に進学。大学3年次にフットサルの世界に入り、その後は活動をフットサルに絞った。2014年、エスポラーダ北海道に加入。